# Heusden Koers 2004
De 56e editie van de Belgische wielerwedstrijd Heusden Koers werd verreden op 10 augustus 2004. De start en finish vonden plaats in Heusden. De winnaar was Andy Cappelle, gevolgd door Ludo Dierckxsens en Wouter Weylandt.

## Uitslag
| Heusden Koers 2004 |                   |                                  |         |
| Plaats             | Naam              | Ploeg                            | Tijd    |
| Winnaar            | Andy Cappelle     | Chocolade Jacques-Wincor Nixdorf | 3u44'   |
| 2                  | Ludo Dierckxsens  | Landbouwkrediet-Colnago-Sacla    | z.t.    |
| 3                  | Wouter Weylandt   | Quick Step-Davitamon             | z.t.    |
| 4                  | Peter Wuyts       | Jong Vlaanderen 2016             | + 1'18" |
| 5                  | Michael Blanchy   | Chocolade Jacques-Wincor Nixdorf |         |
| 6                  | Wim De Vocht      | Relax-Bodysol                    |         |
| 7                  | Jan van Velzen    | Chocolade Jacques-Wincor Nixdorf |         |
| 8                  | Geoffrey Demeyere | Vlaanderen-T-Interim             |         |
| 9                  | Preben Van Hecke  | Relax-Bodysol                    |         |
| 10                 | Dave Vennincx     |                                  |         |

1929 · 1930-1935 · 1936 · 1937 · 1938 · 1939 · 1952 · 1953 · 1954 · 1955 · 1956 · 1957 · 1958 · 1959 · 1960 · 1961 · 1962 · 1963 · 1964 · 1965 · 1966 · 1967 · 1968 · 1969 · 1970 · 1971 · 1972 · 1973 · 1974 · 1975 · 1976 · 1977 · 1978 · 1979 · 1980 · 1981 · 1982 · 1983 · 1984 · 1985 · 1986 · 1987 · 1988 · 1989 · 1990 · 1991 · 1992 · 1993 · 1994 · 1995 · 1996 · 1997 · 1998 · 1999 · 2000 · 2001 · 2002 · 2003 · 2004 · 2005 · 2006 · 2007 · 2008 · 2009 · 2010 · 2011 · 2012 · 2013 · 2014 · 2015 · 2016 · 2017 · 2018 · 2019 · 2020 · 2021 · 2022 · 2023